# 868
868(팔백육십팔)은 867보다 크고 869보다 작은 자연수다.

## 수학
- 합성수로, 그 약수는 총 12개다. (1, 2, 4, 7, 14, 28, 31, 62, 124, 217, 434, 868)
  - 868의 진약수의 합은 924이므로, 868은 과잉수다.
- 회문수다.
- {\displaystyle 5^{6}-1}은 868로 나누어떨어진다.

## 과학
- NGC 868: 고래자리 방향에 있는 은하.

## 교통
- 오사카시 교통국 868계 전동차(일본어판)

## 군사
- U-868(영어판, 독일어판): 제2차 세계 대전에 사용된 나치 독일의 군용 잠수함.

## 문화유산
- 대한민국의 보물 제868호: 성세창 제시 미원계회도

## 스포츠
- 일본 프로 야구의 타자 최다 홈런 기록은 오 사다하루의 868개다.

## 기타
- 연도: 868년, 기원전 868년